# Triterpeni
I triterpeni sono terpeni contenenti sei unità isopreniche, ovvero 30 atomi di carbonio. Essi sono abbastanza diffusi in natura e si trovano sia sotto forma aciclica, che sotto forma ciclica. Il precursore dei triterpeni è lo squalene.

## Tipi di triterpeni

Lanosterolo

Cicloartenolo

Tra i triterpeni naturali, si annoverano:
1. aciclici: squalene;
2. triciclici: ambreina;
3. tetraciclici: onocerina, dammarenediolo, eufolo, tirucallolo, lanosterolo
4. pentaciclici: lupeolo, α-amirina, taraxasterolo, germanicolo, cicloartenolo